# Talsano
Talsano è un rione che si estende a sud-est del comune di Taranto, nell'alto Salento; dopo il riordino delle suddivisioni amministrative, è stato inserito nella circoscrizione TreTerre a cui appartengono anche San Vito e Lama.
Appartengono a Talsano le contrade di San Donato, Palumbo, Sanarica, Tramontone e il tratto di costa (Porto Cupo), della nota Litoranea Salentina, che si estende fino al comune di Leporano. La popolazione di tutta la circoscrizione è di circa 50.000 abitanti.

## Storia
Tra il 1258 e il 1260 il re Manfredi, figlio naturale di Federico II, cedette le Saline di Taranto ai monaci Calogeri di San Vito del Pizzo (l’attuale Capo S. Vito), appartenenti all’ordine dei Padri Basiliani, nel luogo definito Talassano, dal greco Θάλασσα 'thalassa' (mare), nel dialetto locale “Tazzano”, in quanto vicino al mare e all’ampia zona paludosa, la Salina Grande, dove edificarono la Badia dedicata a Santa Maria di Costantinopoli. Il tempio ingrandito e ristrutturato nel 1844 con una spesa di 1.138 ducati per volere del Re Ferdinando II delle Due Sicilie è tuttora esistente ed è dedicato alla madre di Dio nei pressi dell'attuale cimitero.
A causa dei ripetuti e frequenti saccheggi e la distruzione del Monastero di San Vito del Pizzo ad opera dei pirati turchi (Saraceni) i religiosi si trasferirono successivamente in questa Badia.
Nel corso del tempo, tra periodi di alti e bassi, la Badia subì un forte declino, fino ad essere del tutto abbandonata, infatti, Monsignor Lelio Brancaccio (arcivescovo di Taranto dal 1574 al 1599) il 29 gennaio 1578, nel corso della visita pastorale nel territorio orientale del Capitolo di Taranto, trovò la chiesa di Santa Maria di Costantinopoli in stato di completo abbandono.
Nel XVI secolo, nei territori orientali intorno alla città di Taranto, molti proprietari terrieri edificarono masserie, alcune solo come semplici edifici circondati da muri, altre ben fortificate che incorporavano le torri di avvistamento per prevenire le incursioni dei saraceni e dominare i traffici ed il lavoro nel territorio.
Le masserie-torri, presenti anche su Lama e San Vito, a volte inglobavano casupole abitate da contadini fissi e stagionali ed erano dei nuclei abitativi quasi del tutto autosufficienti che sfruttavano, trasformavano e commerciavano le risorse agricole del territorio (oliveti, vigneti, cereali, mandorleti e pastorizia).
Tutto ruotava intorno alle masserie, uniche fonti di lavoro dell'epoca e per questo richiamo della gente proveniente da altri luoghi.
“Tra Capo San Vito e a Nord della Salina Grande ne sorsero più di venti e negli anni successivi ne sorsero altre, alcune delle quali prese il nome del proprietario; citiamo le masserie Vizzarri, La Battaglia, Abamundo (Pamunno), Annunziata, Gennarini, San Domenico, La Cattiva, Rapillo, Spagnulo, Abate Resta ecc.
Più vicine alla costa c’erano altre le masserie Capitignano, San Francesco Degli Aranci, Locritani (Lecutrane), Sanguzza.
Dalla chiesa Santa Maria di Talsano a San Donato-Palumbo, fino ai confini di Faggiano e Leporano, ne sorsero numerose altre tra le quali: Giangrande, La Carduccia, Pizzariello, Ficatelli, Stola, La Tagliata, De Leonardis, Galiandro, Palumbo, Giardinetto, Cotugno, Lucignano, Nisi, Fica Piccola ecc.”
Con la spartizione del latifondo, all'inizio del 1800, i contadini in prevalenza provenienti dal basso Salento, prestavano la loro opera in queste masserie, pochissimi erano, infatti, i tarantini dediti a questo lavoro, e alla pastorizia;
Costoro si fermarono nel nostro territorio e ricevettero delle terre da coltivare in mezzadria  o in affitto, sulle quali i più fortunati tra loro ebbero la possibilità di costruirsi una propria casa, che si componeva di una "rimessa" dove dimorava il mulo, di una grande stanza che fungeva da dormitorio per tutta la famiglia, di una cucina e dell'orto con u rummate (letamaio).
Le casette, arrangiate all’interno o fuori le masserie sparse su tutto il territorio: da Capo San Vito fino ai confini dei paesi vicini, erano piccole, ma dotate di ampie e fresche cantine scavate nel carparo dove avveniva la preparazione del vino che lì veniva conservato assieme ad altre provviste: olio, ceci, lenticchie, fagioli, fave, grano ed altro.
Purtroppo però, per molti anni, queste persone rimasero sconosciute civilmente, perché fino al 1809 lo stato civile non esisteva e sfuggivano anche alle autorità religiose, essendo lontane dall’unica parrocchia in tutto il territorio: il Duomo di San Cataldo, deputato, secondo le indicazioni del Concilio di Trento, a tenere i registri dei battesimi, dei matrimoni e dei morti. Nel registro dei battezzati erano registrati anche i genitori e la loro provenienza.
Attorno alle masserie si estendevano piantagioni di ulivi, vigneti e terreni adibiti alla semina del grano, frumento per gli animali, cereali, verdure, tabacco e cotone; importante era anche la pastorizia.
Il territorio di Talsano era il fulcro dell’economia agro-alimentare, impegnando soprattutto la manodopera proveniente dai paesi vicini in quanto i tarantini non lavoravano i campi. Angelo Laliscia in Talsano (‘U Calavrèse) Radici …. Storia di un popolo cita l’indagine svolta da Pietro Boso: “La popolazione di Taranto secondo il Catasto del 1746”, a pag. 169 esprime le seguente valutazioni: la prima del De Salis del 1789  “... la maggior parte dei terreni di Taranto sono aratori, e coltivati – disgraziatamente - quasi tutti da forestieri e non da Tarantini”; la seconda del Galati “... I tarantini non coltivano ed hanno bisogno di operai dei lontani paesi per far produrre qualcosa dal loro feracissimo territorio”.
C’era bisogno, quindi, di contadini, pastori, uomini di fatica (vastasi o bastasi), maniscalchi, guarnamentari (maestri che confezionavano i finimenti per i cavalli ecc.). Nella provincia di Lecce, invece, era l’esatto opposto: il territorio era frammentato in tantissimi piccoli comuni, sovrappopolato e ricco di manodopera; il terreno coltivabile era talmente esiguo che non permetteva una giusta rotazione delle colture. A questo si deve aggiungere la carenza di acqua freatica per poter irrigare i campi. Queste condizioni favorirono il trasferimento nel nostro territorio della manodopera salentina. Arrivati qui, presumibilmente nella prima metà del ‘700, molti di questi lavoratori abitarono nelle masserie, in locali messi a disposizione dai proprietari, mentre altri si adattarono in casolari sparsi nelle vicinanze.
In questo vasto territorio mancava però una parrocchia, in quanto, come già riferito, la sola deputata a somministrare i sacramenti: celebrare battesimi, matrimoni e funerali era solo quella del Duomo di San Cataldo.
Molte erano le istanze che pervenivano all’Arcivescovo Capecelatro da parte di sacerdoti e monaci, supplicandolo di cercare una soluzione al problema.
Il 12 giugno 1792 superando enormi difficoltà, mons. Giuseppe Capecelatro eresse la seconda parrocchia, dopo quella di San Cataldo, indi, essendo il territorio molto vasto, tracciò anche i confini giurisdizionali: dal Capo San Vito fino a oltre la Masseria dello Spedale (Ospedalicchio in contrada Toscano, oggi Taranto 2). Essa lambiva il lato Sud della Salinella, e dalla parte di Tramontana e di Levante, dalla sopraddetta Masseria dello Spedale, fino alla Masseria S. Francesco Resurgi (sopra alla Salina Grande), la Masseria della Cicoria, Le Monacelle; tutte le Masserie e Torri che si trovano percorrendo la strada per San Donato, come la Masseria Pizzariello, Nisi, La Fica, ecc.
Scrive l’Arcivescovo Capecelatro “che in tutte quelle masserie, che sono più vicine alle terre di Faggiano, Pulsano e Luperano, potranno accorrere i rispettivi Parroci di detti luoghi e terre, quando occorrerà il bisogno di portarsi il SS. Viatico o di assistere a moribondi”.
È così possibile risalire agli abitanti originari attraverso i registri parrocchiali rinvenuti nella chiesa di Santa Maria di Talsano o Tazzano che fu elevata a parrocchia il 1793.
Il 12 gennaio del 1793 don Carlo Chimienti accettò l’incarico di parroco e registrò il primo battesimo (una bambina) il 20 aprile successivo.
Ai fini di una statistica, gli anni presi in considerazione dal Registro n° 1 dei battezzati a Talsano, vanno dal 1793 al 1808 e parte del 1809, periodo nel quale non c’era ancora lo Stato Civile.
STATISTICA OGGETTIVA rilevata da Angelo Laliscia dai registri parrocchiali del periodo dal 1793 al 1808 e parte del 1809 
e tratta da "Talsano ('U Calavrèse) Radici ... storia di un popolo" Scorpione Editrice, Taranto, 2019
sono nati 468 bambini, di cui:
Maschi 232
Femmine 234
Non classificati 2
Totali 468
| Comune                |    | Comune                |     |
| --------------------- | -- | --------------------- | --- |
| Talsano               | 1  | Pulsano               | 4   |
| Leporano              | 2  | San Giorgio           | 3   |
| Barbarano             | 7  | Montesardo            | 6   |
| Campi S.              | 4  | Morciano              | 5   |
| Canneto               | 3  | Nociglia              | 2   |
| Castrignano           | 31 | Novoli                | 1   |
| Corigliano d'Otranto  | 1  | Patù / Pato           | 8   |
| Corsano               | 11 | Poggiardo             | 1   |
| Cutrofiano            | 1  | Presicce              | 7   |
| Gagliano del Capo     | 27 | Salignano / Solignano | 18  |
| Gemini                | 1  | San Cesario           | 1   |
| Giuliano/Juliano      | 14 | Specchia              | 4   |
| Jutino (Terre Sotino) | 5  | Surano                | 2   |
| Lequile               | 1  | Taurisano             | 3   |
| Lugugnano             | 1  | Tricase               | 22  |
| Maglie / Maglieno     | 3  | Triggiano             | 9   |
| Matino                | 8  | Veglie                | 4   |
| Misciano              | 1  | TOTALE                | 244 |

## ‘u Calavrèse
Prima di parlare del “Calabrese”, bisogna precisare che Talsano fino alla metà del XVIII secolo era un vasto territorio composto di vigneti, ulivi e campi adibiti a semina, in cui, nel XVI secolo, furono costruite le masserie, ma non esisteva nessun agglomerato abitativo, tranne delle piccole casupole vicino alle masserie, abitate dai pastori o contadini. Le prime notizie (ufficiose) di un agglomerato urbano si hanno verso la metà dell‘ 800. Ufficialmente, il primo documento finora trovato (non si esclude che ce ne siano altri più antichi) riporta l’appellativo ‘U Calavrèse è del 1857,  il Piano Regolatore del Comune di Taranto
La leggenda narra di una locanda di cui era proprietario un uomo originario della Calabria in cui i viandanti si davano appuntamento per una sosta e rifocillarsi prima di ripartire per le proprie destinazioni.
In realtà, Angelo Laliscia in "Talsano (‘U Calavrèse) Radici …. Storia di un popolo" ha ritrovato presso l’Archivio di Stato di Taranto l’atto notarile del 1897 con il quale il proprietario dona la locanda alle sue figlie; il proprietario Francesco Polignano risulta essere nato e residente a Talsano, quindi non un calabrese di nascita, e non lo era neanche il padre. Inoltre, le discendenti di detto Francesco Polignano affermano, che la locanda iniziò l’esercizio verso la fine dell’’800 mentre Il Villaggio Calabrese, nasce ufficialmente nell’anno 1857
Risulta invece che una delle primissime famiglie giunte e registrate a Talsano di cognome Calabrese risale al 1796 (dal primo libro dei battezzati nella Parrocchia Santa Maria di Tazzano) e che il possidente Vito Maria Calabrese, di Talsano, figlio di Gennaro, nato il 1835 e deceduto il 1908, è stato un personaggio importante, tanto che, in un articolo de “La Voce del Popolo” del 1908, si descrive in modo dettagliato il suo funerale al quale parteciparono le autorità di Talsano e di Leporano e tutto il paese ed esalta le qualità straordinarie del personaggio. È così molto probabile che il toponimo del villaggio sia attribuito alla famiglia di questo personaggio.
E ancora, Domenico Lo Jucco, in uno degli atti della “Conservatoria delle ipoteche di Lecce” del 1915, riferiti alle sue proprietà, cita più volte il cognome “Calabrese” tra i suoi enfiteuti, successivamente diventati proprietari.
Esaminati questi documenti, si può escludere in modo categorico che il toponimo “Calavrèse” abbia attinenza con la locanda, anzi, al contrario, è la locanda a prendere il nome del villaggio detto Calabrese, in quanto sorta in periodo successivo al paese.

## Lingua e dialetti
Il territorio di Talsano far parte del versante occidentale della Penisola Salentina. Cio nonostante, culturalmente parlando, il suo legame con la città di Taranto ha fatto sì che il dialetto fosse simile a quello cittadino, poiché comunque Talsano sita ai margini dell'area in cui vengono parlati i dialetti nord-salentini. Sia il dialetto tarantino che quello talsanese fanno parte del gruppo di transizione apulo-salentino.
Solo simile perché con il passare degli anni ha effettivamente assimilato alcuni dei vocaboli del dialetto tarantino ma conservando una fonetica originale talsanese e una terminologia prevalentemente salentina.
Il primo vocabolario del dialetto talsanese è quello pubblicato nel 2015 da Scorpione Editrice, a cura di Angelo Laliscia (u’ Calavrèse nuestre)

## La questione dell'autonomia
Rimane sempre molto viva a Talsano la questione dell'autonomia amministrativa. Il paese si è molto sviluppato anche dal punto di vista demografico e vive il disagio della distanza dal resto della città. La maggior parte dei residenti è scontenta della politica amministrativa del comune nei confronti della circoscrizione e da ciò nacque nel 2001 un comitato spontaneo che proponeva il distacco dell'intero territorio San Vito-Lama-Talsano dal resto di Taranto tramite un referendum.
Il comitato era espressione dell'associazione "Treterre", sorta su iniziativa di alcuni cittadini di Talsano, Lama e San Vito. Vennero organizzate manifestazioni, convegni e iniziative culturali, al fine di illustrare le ragioni che determinavano la richiesta di autonomia comunale. Tra i fondatori più attivi si ricordano Pasquale Musio e Costantino Liaci (che fu il primo firmatario della petizione sottoscritta da ben diecimila residenti consegnata al sindaco Di Bello nel 2004). Il sindaco però non intese disporre gli atti successivi all'esame della richiesta, che pertanto venne archiviata. Negli anni successivi i comitati per l'autonomia divennero due, e si tornò alla carica con il supporto e il parere favorevole di alcune forze politiche. Ma nell'aprile 2011 il consiglio comunale di Taranto respinse nuovamente la richiesta di referendum, che sarebbe stato il secondo dopo quello che nel 1993 portò alla nascita del Comune di Statte.